# Sbíhavost kol

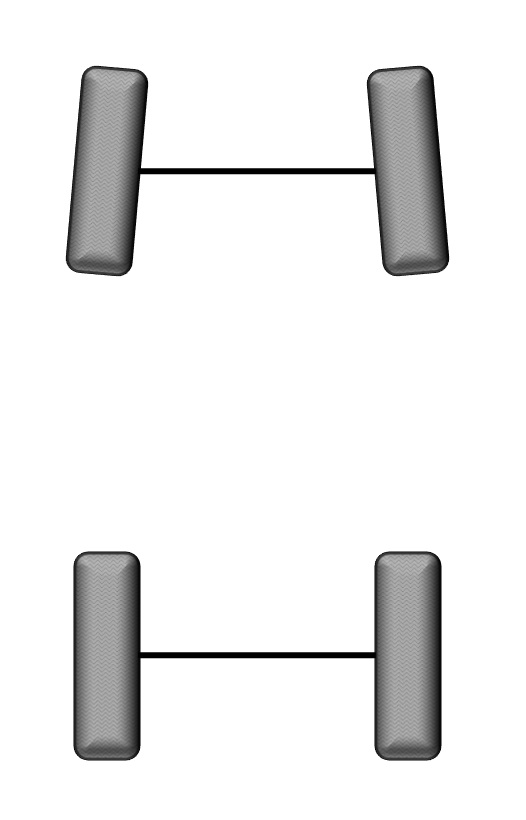
Sbíhavost kol

V automobilovém inženýrství se jako sbíhavost kol označuje symetrický úhel, který svírají podélné osy kol vozidla. Sbíhavost je jedním z parametrů geometrie nápravy a je důležitá pro kinematiku a chování vozu. To může být v kontrastu s řízením, které má antisymetrický úhel, tedy obě kola se natáčejí vpravo nebo vlevo, zhruba rovnoběžně. Kladná sbíhavost (někdy jen sbíhavost) znamená, že přední část kol směřuje k podélné ose vozidla. O zápornou sbíhavost (též rozbíhavost) jde v případě, že přední část kol směřuje od osy vozidla. Sbíhavost lze měřit v délkových jednotkách na přední straně pneumatiky nebo jako úhlovou odchylku.
U vozidel s poháněnou zadní nápravou poskytuje zvětšená sbíhavost předních kol (tj. přední části předních kol jsou u sebe blíže než zadní části těchto kol) větší stabilitu při jízdě v přímém směru, a to na úkor určitého zhoršení odezvy na povely od řízení. Dochází též k poněkud většímu opotřebení dezénu pneumatik, protože se tyto odvalují mírně stranou. U vozů s pohonem přední nápravy je situace trochu složitější.
Sbíhavost je u sériových automobilů vždy nastavitelná, přestože záklon rejdového čepu a odklon kola často nastavitelné nejsou. Nastavování geometrie náprav, které obecně zahrnuje všechny tři parametry, tedy pak znamená jen nastavování sbíhavosti. Ve většině případů, i u vozidel s nastavitelným záklonem a odklonem, je potřeba nastavovat pouze sbíhavost.
Důležitou věcí je, že správné nastavení sbíhavosti pro přímou jízdu vozidla nebude vhodné v zatáčce, protože vnitřní kolo musí zatáčet po menším poloměru než kolo vnější. Ke kompenzaci tohoto problému je mechanismus řízení typicky navrhován tak, že ve větší či menší míře odpovídá Ackermannově geometrii řízení, samozřejmě v úpravě pro konkrétní vozidlo.
Je potřeba zmínit, že lidé, kteří se rozhodnou změnit statickou výšku vozidla (ať už nahoru nebo dolů), by měli také správně nastavit geometrii náprav. Častým omylem je, že odklon kola zvyšuje opotřebení pneumatik, ale ve skutečnosti je příspěvek odklonu k opotřebení pneumatiky viditelný až na konci života pneumatiky[zdroj?].